# 259 (szám)
A 259 (római számmal: CCLIX) egy természetes szám, félprím, a 7 és a 37 szorzata.

## A szám a matematikában
A tízes számrendszerbeli 259-es a kettes számrendszerben 100000011, a nyolcas számrendszerben 403, a tizenhatos számrendszerben 103 alakban írható fel.
A 259 páratlan szám, összetett szám, azon belül félprím, kanonikus alakban a 71 · 371 szorzattal, normálalakban a 2,59 · 102 szorzattal írható fel. Négy osztója van a természetes számok halmazán, ezek növekvő sorrendben: 1, 7, 37 és 259.
Tizennégyszögszám.
A 259 négyzete 67 081, köbe 17 373 979, négyzetgyöke 16,09348, köbgyöke 6,37431, reciproka 0,003861. A 259 egység sugarú kör kerülete 1627,34499 egység, területe 210 741,1768 területegység; a 259 egység sugarú gömb térfogata 72 775 953,1 térfogategység.
A 259 helyen az Euler-függvény helyettesítési értéke 216, a Möbius-függvényé 1, a Mertens-függvényé −2.